# Fraizer Campbell
Fraizer Lee Campbell (født 13. september 1987) er en engelsk fodboldspiller. Han er angriber, og spiller i øjeblikket for Hull City.

## Karriere

### Tidlig karriere
Campbell skrev under for Manchester United Akademi den 1. juli 2004, og han gav et umiddelbart godt indtryk, da han scorede 14 mål i 22 kampe for U-18-holdet. Hans indsatser for ungdomsholde, gjorde også at fik spillet fem gange for reserverne, som han scorede en gang for. Den efterfølgende sæson spillede han yderligere 13 kampe for U-18-holdet, og han scorede ni mål. Hans store indvirkning på holdet, gjorde at han kom op på reserveholdet. Campbell var reserveholdets anden mest scorende spiller med ni mål (bagved Giuseppe Rossi, som scorede 26 mål i 25 kampe), og han hjalp holdet til en reserve-treble med Premier Reserve League, North/South Play-off Shield og Manchester Senior Cup.
I november 2005 fik Campbell nummer 51 på sin trøje i Manchester United, og han blev udtaget til førsteholdstruppen i tredje runde i FA Cup mod Burton Albion i januar 2006. Campbell skrev under på sin første professionelle kontrakt med klubben den 22. marts 2006, og den 9. maj blev han skiftet ind i Roy Keanes testimonial-kamp på Old Trafford, hvor han kom ind i det 75. minut i stedet for Kieran Richardson. Senere den sommer scorede han første mål for klubben, efter at han blev skiftet ind i stedet for Wayne Rooney i en venskabskamp mod Macclesfield Town.